# Ctenomys argentinus
Ctenomys argentinus är en däggdjursart som beskrevs av Julio R. Contreras och Berry 1982. Ctenomys argentinus ingår i släktet kamråttor, och familjen buskråttor. IUCN kategoriserar arten globalt som nära hotad. Inga underarter finns listade i Catalogue of Life.
Arten förekommer med flera från varandra skilda populationer i norra Argentina. På grund av gnagarens tanduppsättning och de kraftiga klorna antas att Ctenomys argentinus främst lever underjordisk, liksom andra kamråttor.